# Vorhop
Vorhop ist eine Ortschaft der Stadt Wittingen im niedersächsischen Landkreis Gifhorn.

## Geographie

### Geographische Lage
Der Ort liegt südwestlich des Kernortes Wittingen an der Landesstraße L 286. Am Nordwestrand des Dorfes verläuft die Bahnstrecke Braunschweig–Wieren. Südöstlich von Vorhop liegt das Naturschutzgebiet Gagelstrauchbestand bei Vorhop, am Westrand der Gemarkung Vorhop verläuft der Elbe-Seitenkanal.

### Gliederung
Zu Vorhop gehörten auch die Wohnplätze Malloh und Transvaal.

### Nachbarorte
Vorhop grenzt an die Ortschaften Teschendorf, Schneflingen, Boitzenhagen, Weißes Moor, Schönewörde und Knesebeck.

## Geschichte

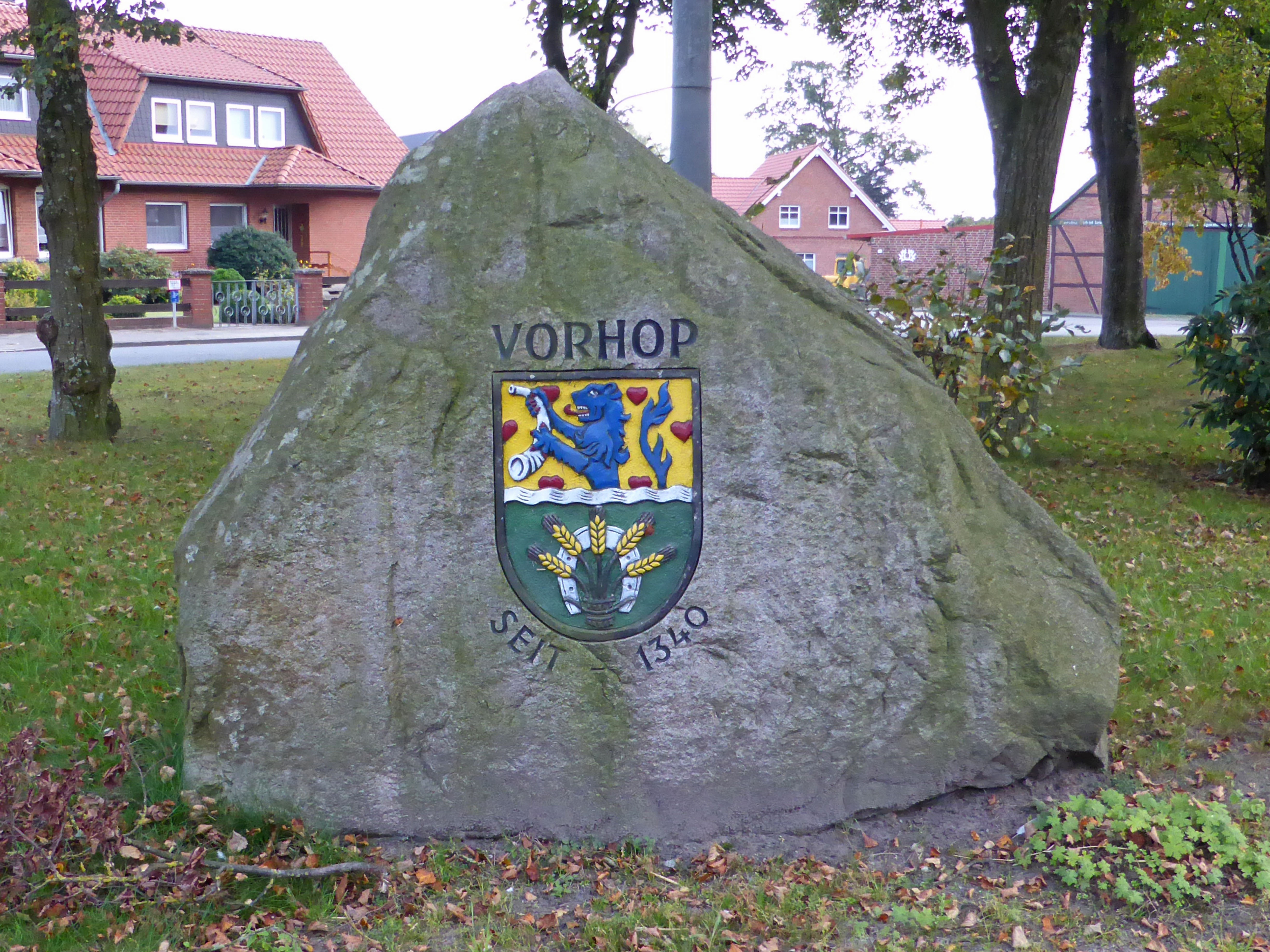
Gedenkstein mit Wappen

1340 erfolgte die erste bekannte urkundliche Erwähnung des Ortes.
Von 1810 bis 1813, während der Franzosenzeit, gehörte Vorhop zum Kanton Wittingen im Distrikt Salzwedel, im Departement der Elbe des Königreiches Westphalen. 1859 wurde das Amt Knesebeck aufgehoben, zu dem auch Vorhop gehörte, und seine Gemeinden dem Amt Isenhagen zugelegt, aus dem 1885 der Kreis Isenhagen entstand. 1896 erfolgte die Gründung des Schützenvereins.
1932 wurde der Kreis Isenhagen aufgelöst und dem Kreis Gifhorn angeschlossen, zu dem Vorhop heute noch gehört. 1935 wurde die Freiwillige Feuerwehr gegründet. Da im Zweiten Weltkrieg die meisten Feuerwehrmänner zum Kriegsdienst eingezogen waren, wurde 1944 eine Frauengruppe gegründet, die mehrfach zum Einsatz kam, so auch nach der Bombardierung des Fliegerhorstes Wesendorf im April 1945. 1949 wurde der Sportverein gegründet, 1955 erfolgte der Bau des heutigen Feuerwehrhauses.
Am 1. März 1974 wurde die Gemeinde Vorhop in die Gemeinde Knesebeck eingegliedert, und bereits am 1. April 1974 die Gemeinde Knesebeck zur Stadt Wittingen.
Von 1998 bis 2000 wurde an das Feuerwehrhaus das Dorfgemeinschaftshaus Dörphus angebaut.

## Religion
Vorhop verfügt über einen Glockenturm, aber keine Kirche. Die evangelisch-lutherischen Einwohner gehören zur Kirchengemeinde Knesebeck, die Katholiken zur Pfarrei St. Marien in Wittingen mit der Filialkirche Mariä Himmelfahrt in Wesendorf.

## Politik
Vorhop und Transvaal bilden zusammen eine Ortschaft. Der Ortsrat und der Ortsbürgermeister von Vorhop sind auch zuständig für Transvaal.

### Ortsrat
Der Ortsrat setzt sich aus fünf Mitgliedern zusammen. Die Ratsmitglieder werden durch eine Kommunalwahl für jeweils fünf Jahre gewählt.
Bei der Kommunalwahl 2021 ergab sich folgende Sitzverteilung:
|      | CDU | SPD | Gesamt  |
| ---- | --- | --- | ------- |
| 2021 | 4   | 1   | 5 Sitze |

### Ortsbürgermeister
Ortsbürgermeister ist Henning Lütkemüller (CDU). In der vorigen Wahlperiode war Christel Schirmer (CDU) Ortsbürgermeisterin bei gleichem Stimmverhältnis im Ortsrat.

## Kultur und Sehenswürdigkeiten

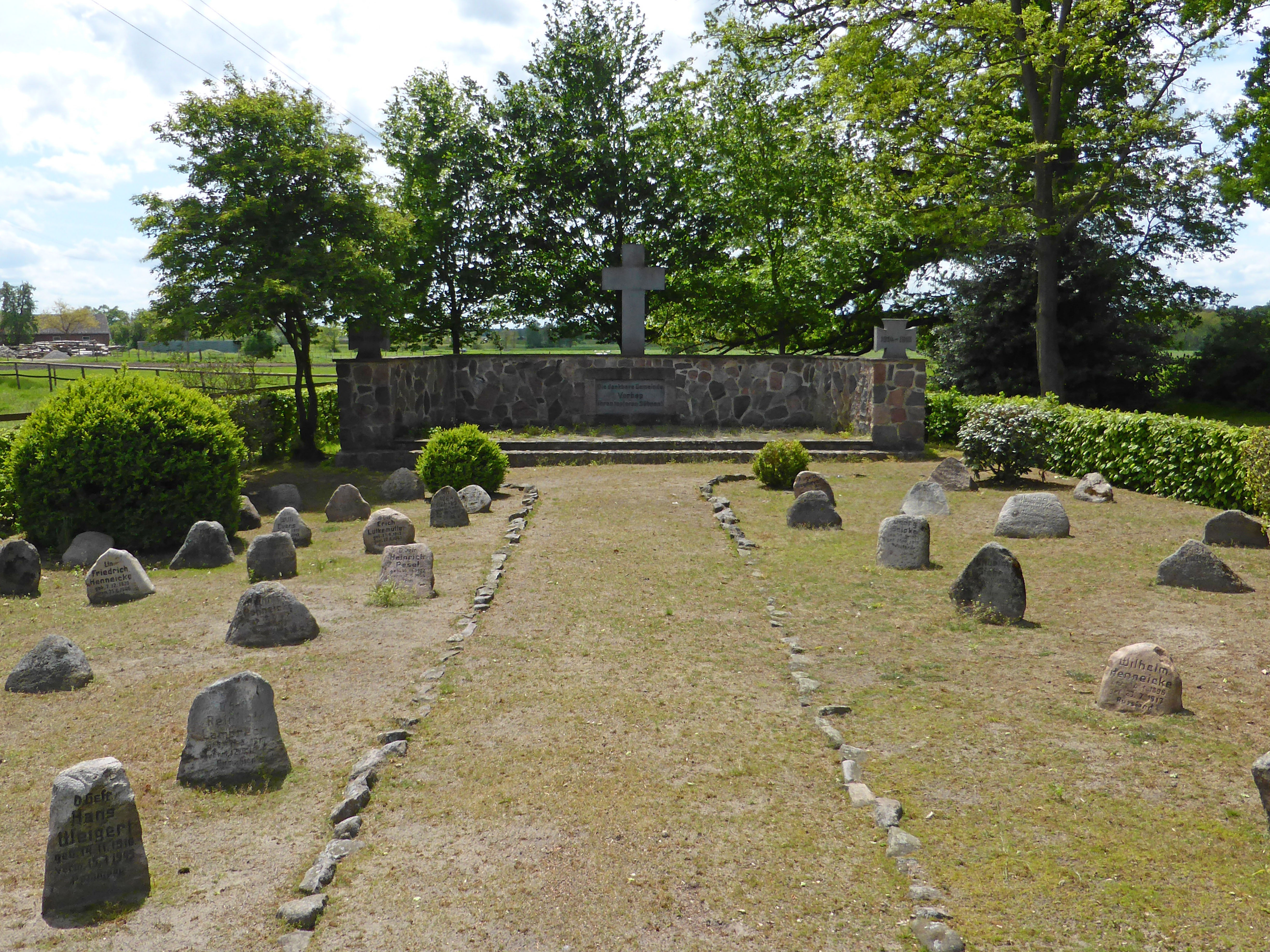
Kriegerdenkmal

Ein Gedenkstein auf dem Dorfplatz zeigt das Ortswappen und erinnert an die erste urkundliche Erwähnung Vorhops. Das Kriegerdenkmal erinnert an die Opfer der beiden Weltkriege.

### Grünflächen und Naherholung
Die Königseichen an der Straße nach Schönewörde entstammen der Tradition, dass ein Schützenkönig nach seiner Proklamation eine Eiche pflanzt. Auch ein Storchennest besteht in Vorhop. Nördlich und östlich von Vorhop befinden sich ausgedehnte Waldflächen, südlich von Vorhop das Große Moor.

### Sport
Der Sportplatz befindet sich außerhalb der Ortslage von Vorhop an der Straße nach Transvaal. Im 1949 gegründeten VfL Vorhop e. V. (Verein für Leibesübungen) wird Fußball (Herren, Frauen und Jugend) gespielt sowie Aerobic und Kinderturnen ausgeübt. Der Schützenverein Vorhop von 1896 e. V. widmet sich dem Sportschießen, zu ihm gehört auch der 1950 gegründete Spielmannszug Vorhop. Reitsport wird in der Reitsportgemeinschaft Vorhop e. V. betrieben, ein Reitbetrieb besteht im ehemaligen Gasthaus Dürkop, dessen Festsaal zu einer Reithalle umgebaut wurde.

## Wirtschaft und Infrastruktur

### Unternehmen
Im Ölfeld Vorhop wird seit 1952 Erdöl gefördert, heute wird es von der Vermilion Energy betrieben. Das Vorhop geförderte Erdöl wird über Rohrleitungen zum Betriebsplatz Schönewörde transportiert, dort von Begleitgas und Wasser getrennt und über eine Pipeline nach Hannover-Misburg geführt.
In Vorhop sind Handwerksbetriebe sowie Landwirtschaft ansässig.
Die Poststelle besteht nicht mehr. Auch die beiden Gaststätten, Deutsches Haus und Dürkop, sowie das Lebensmittelgeschäft wurden geschlossen, so dass heute in Vorhop keine Einkaufsmöglichkeit des täglichen Bedarfs und kein Gastronomiebetrieb mehr vorhanden sind.

### Öffentliche Einrichtungen

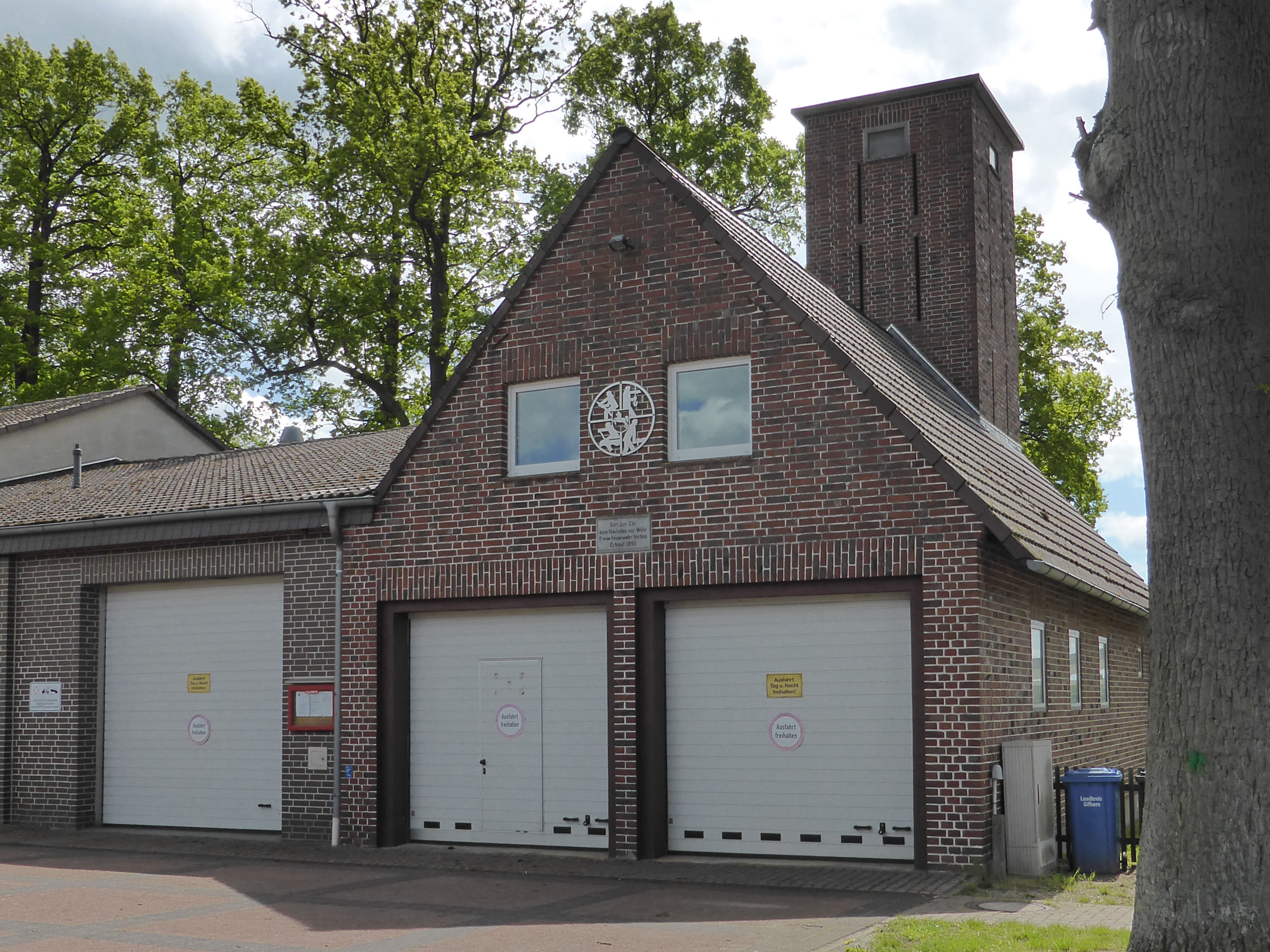
Feuerwehrhaus

Die Freiwillige Feuerwehr wurde 1935 gegründet, ihr heutiges Feuerwehrhaus 1955 erbaut. Neben dem Feuerwehrhaus befindet sich das Dorfgemeinschaftshaus Dörphus sowie ein Spielplatz. Der Friedhof mit Kapelle befindet sich außerhalb der Ortslage an der Straße nach Knesebeck.

### Bildung
Die Schule wurde geschlossen, auch über eine Kindertagesstätte verfügt Vorhop nicht.

### Verkehr

#### Straßenverkehr
Durch Vorhop führt die Landesstraße L 286, die von Wesendorf kommend über Vorhop bis zur Bundesstraße 244 in Wittingen verläuft. Vorhop war ursprünglich nur mit Knesebeck und Schönewörde durch Straßen verbunden, die Straße nach Transvaal wurde erst später ausgebaut. Buslinien führen von Vorhop bis nach Wesendorf und Wittingen.

#### Eisenbahn
Vorhop hat einen Haltepunkt an der Bahnstrecke Braunschweig–Wieren, die bereits seit dem Jahre 1900 besteht. Der Haltepunkt Vorhop wurde jedoch erst im Zuge des Baus des Elbe-Seitenkanals eingerichtet, weil der bisherige Haltepunkt Schönewörde, der sich am Ortsausgang von Schönewörde in Richtung Vorhop befand, in Richtung Süden verlegt wurde, und daher weiter von Vorhop entfernt lag.

## Bilder

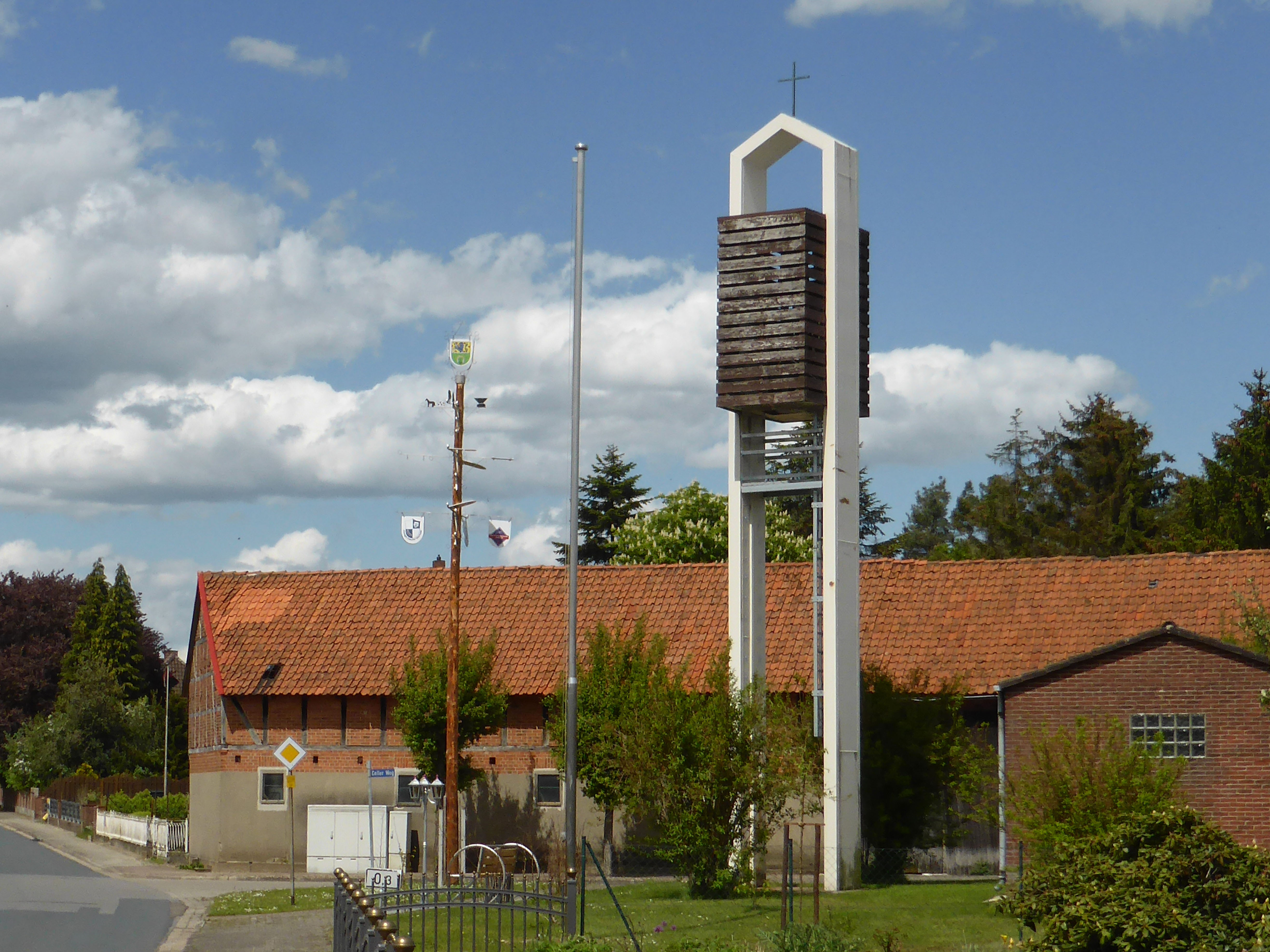
Glockenturm und Maibaum
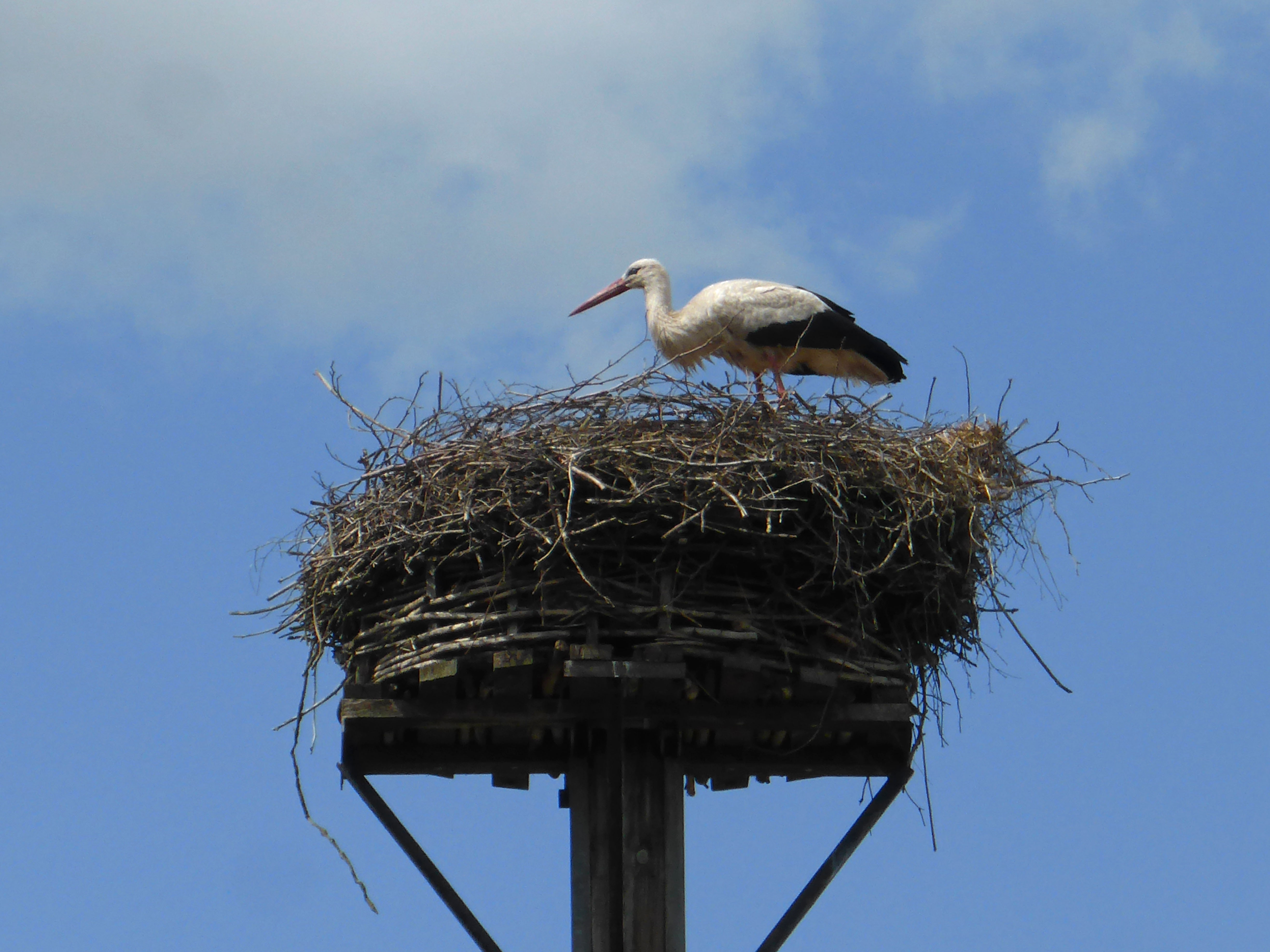
Storchennest
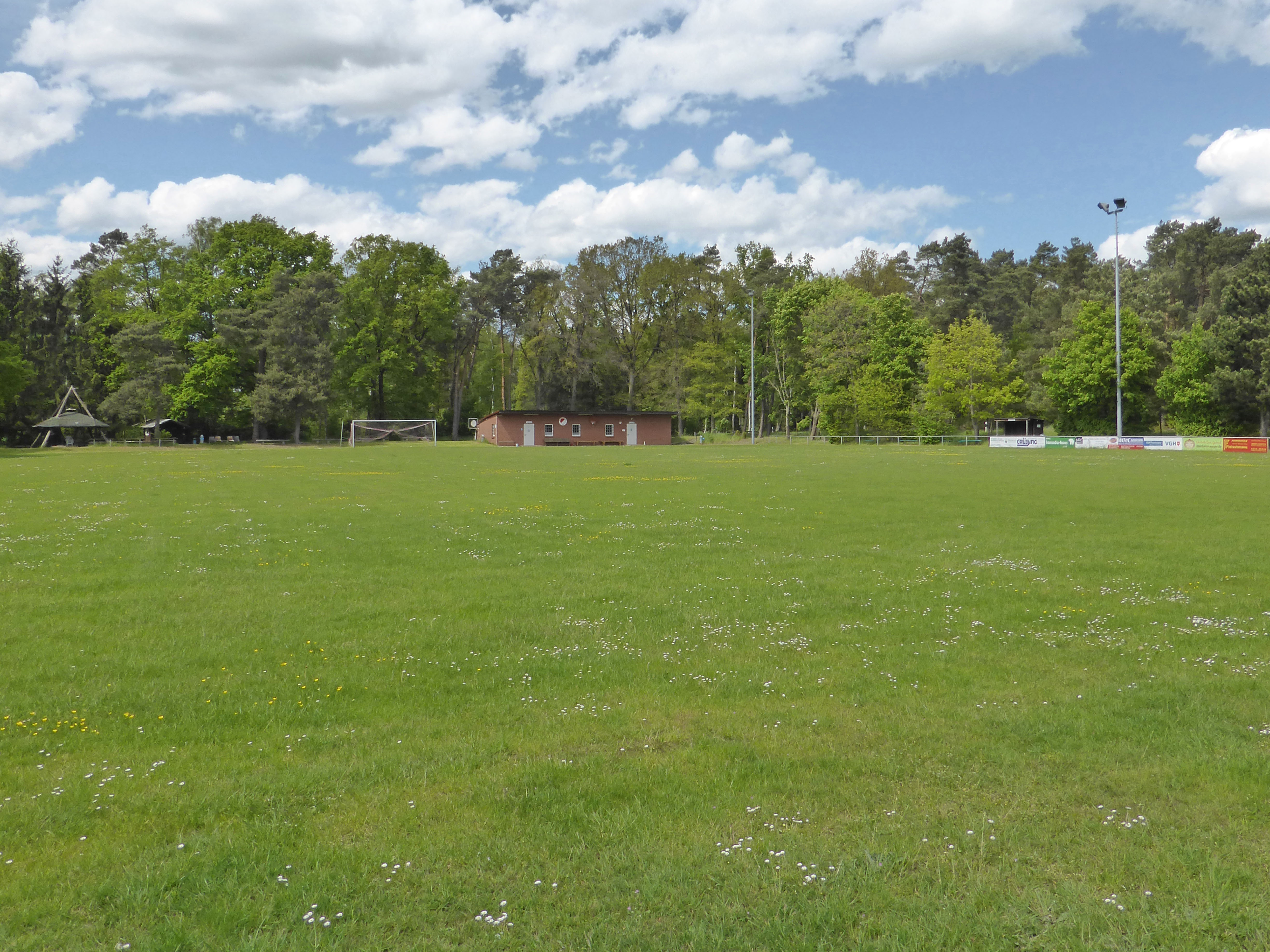
Sportplatz
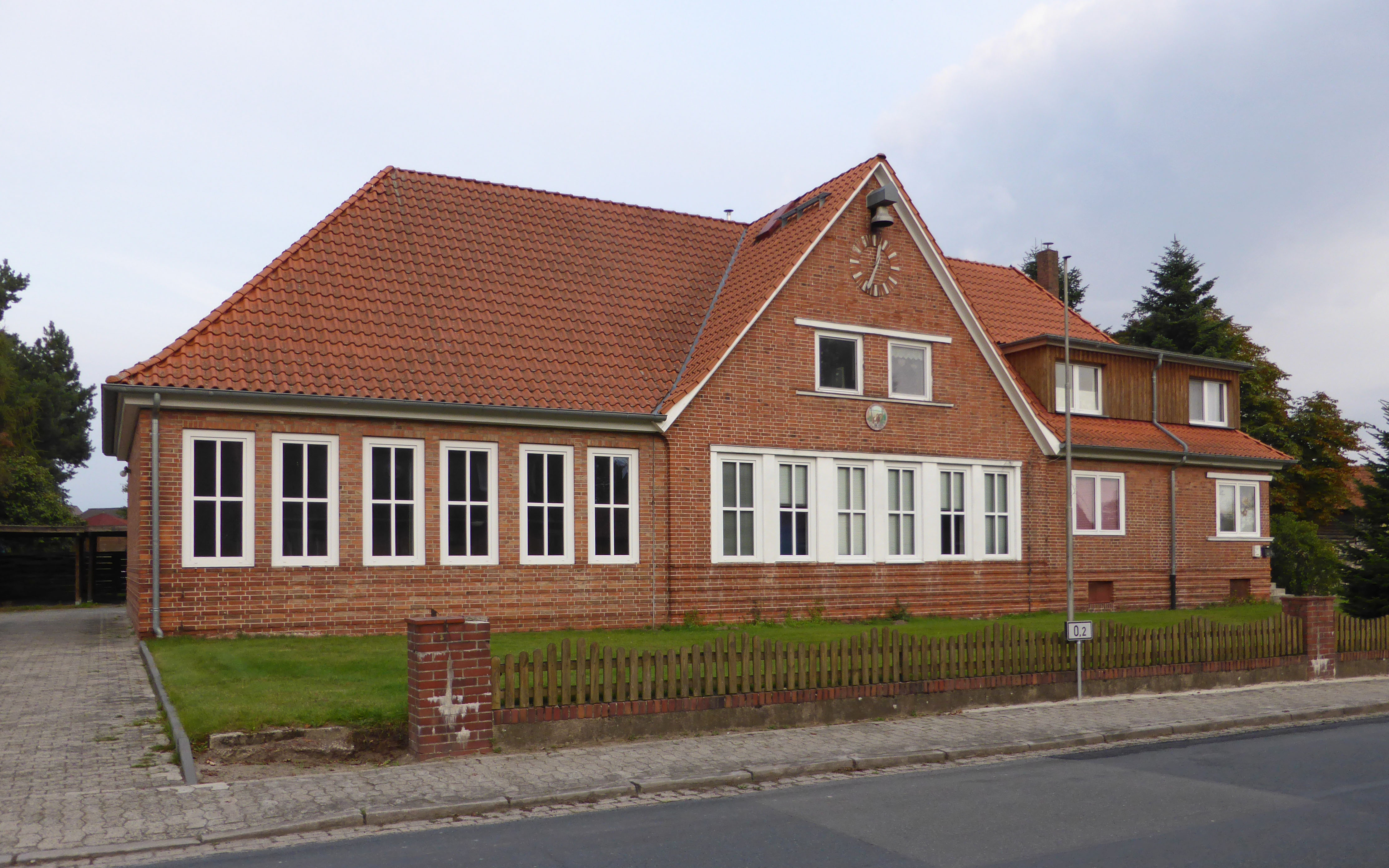
Ehemalige Schule
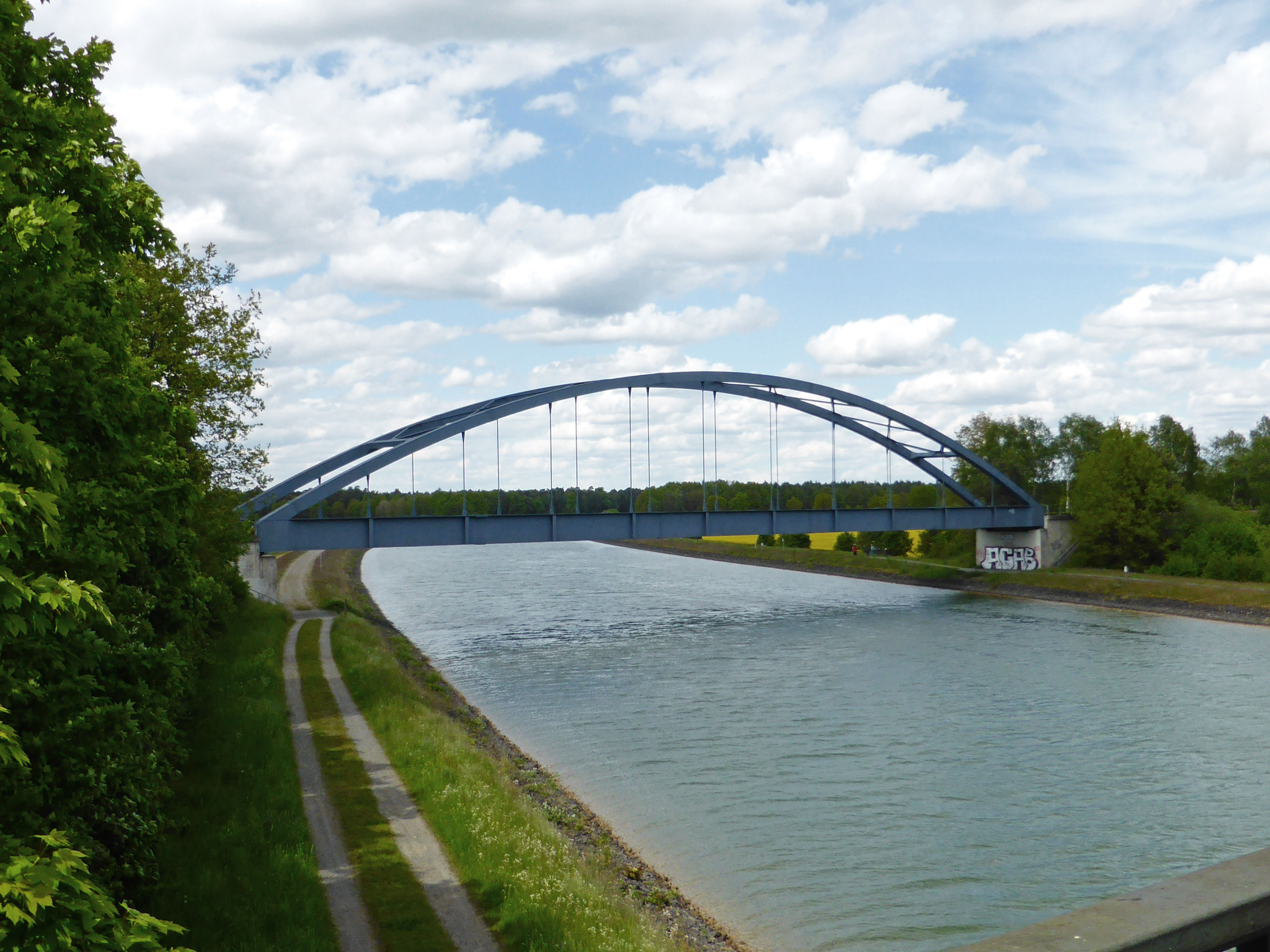
Elbe-Seitenkanal bei Vorhop
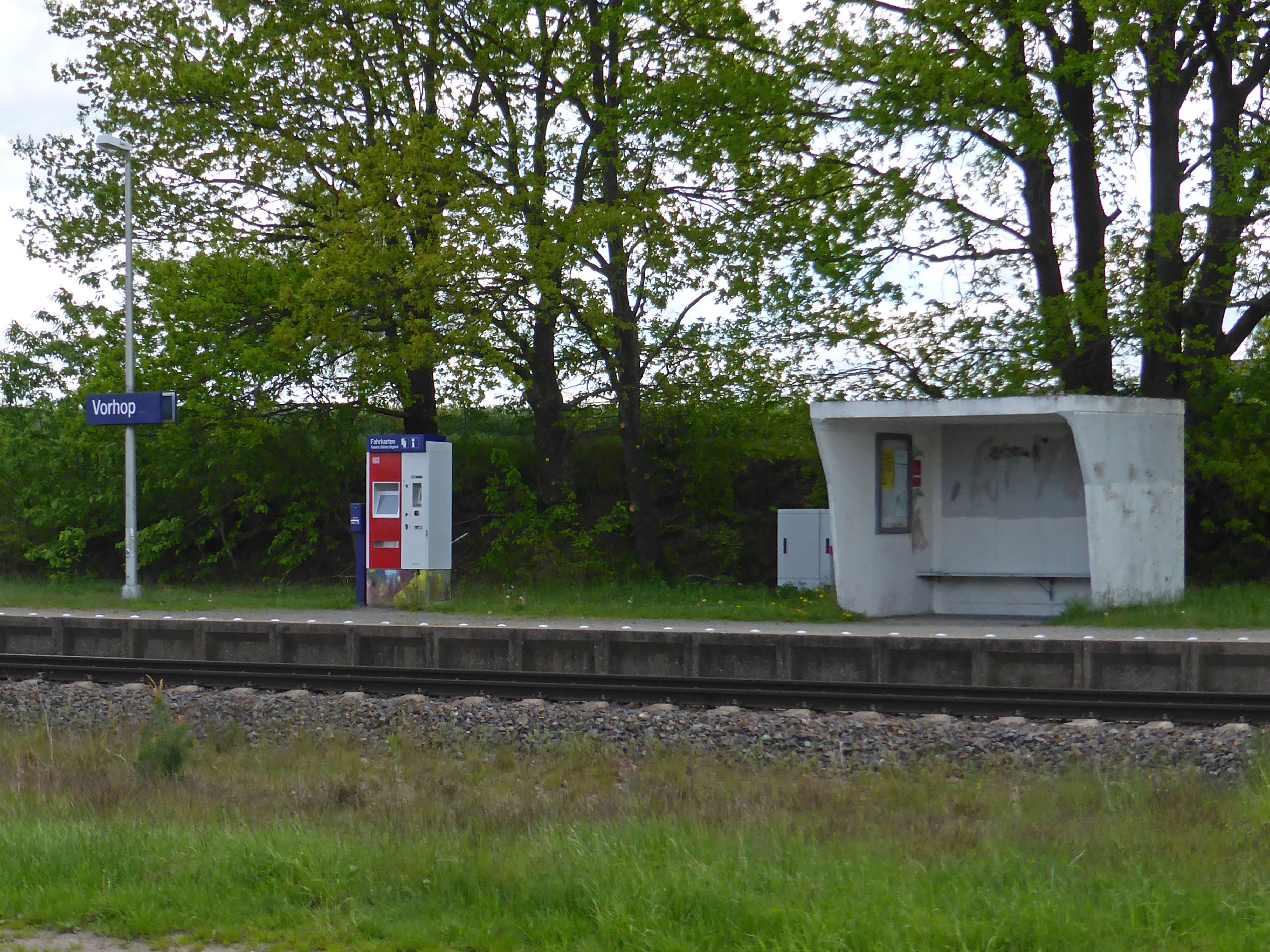
Eisenbahn-Haltepunkt
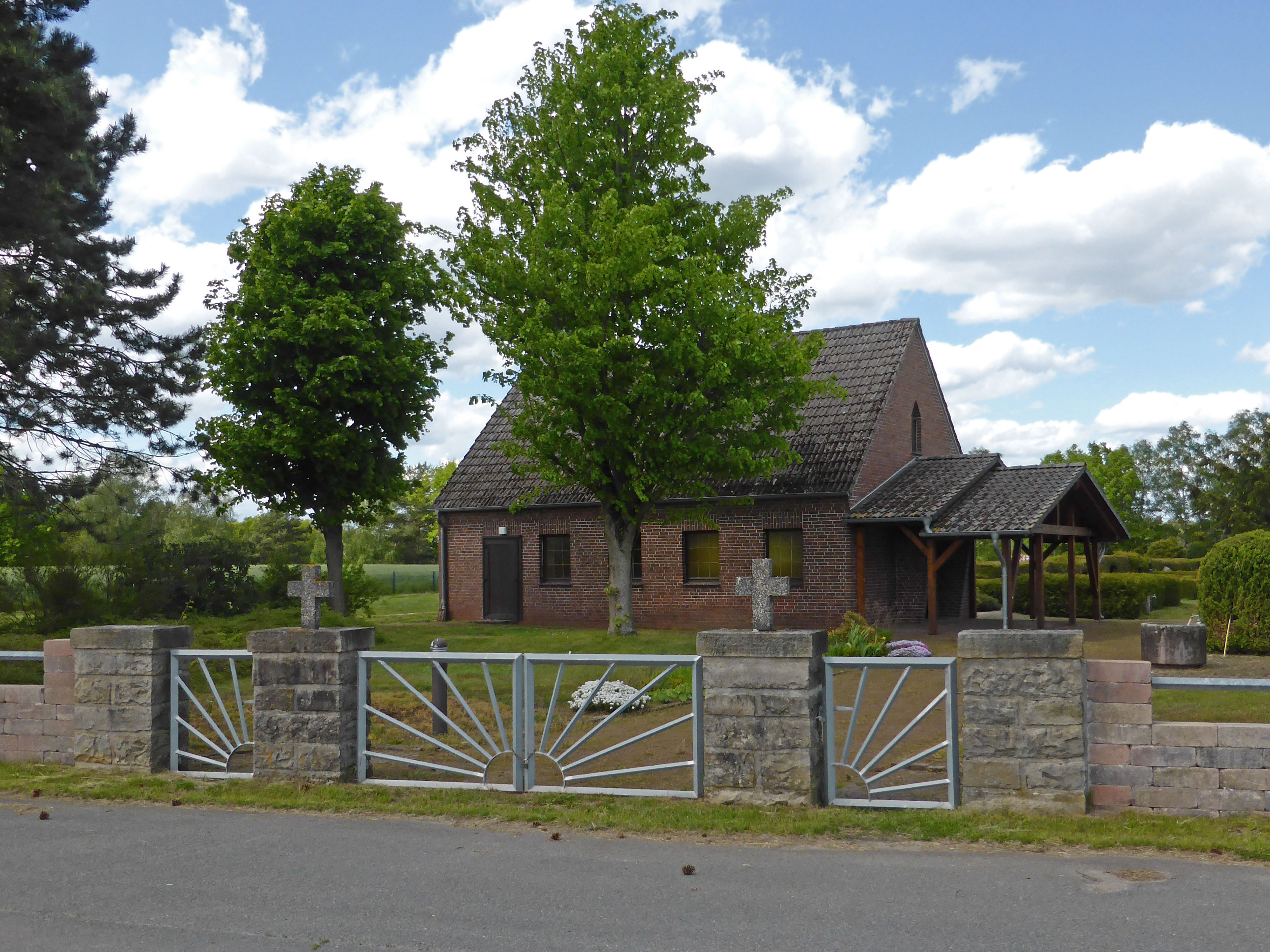
Friedhof

## Persönlichkeiten
- Friedrich Bartels (1877–1928), Schriftsteller und Dichter
- Oliver Graf (1981), Kulturmanager